# آوری وارلی-تالبرت
آوری وارلی-تالبرت (انگلیسی: Avery Warley-Talbert؛ زادهٔ ۱۷ مهٔ ۱۹۸۷) بازیکن بسکتبال اهل ایالات متحده آمریکا است.
از باشگاه‌هایی که در آن بازی کرده‌است می‌توان به فینکس مرکوری اشاره کرد.